# 白華
白華（はっか）とは、建築材料（コンクリート、モルタルまたは木材）の表面部分に浮き出る白い生成物のことで主成分は炭酸カルシウムである。これが浮き上がり花（華）が咲いたような結晶を作る場合もあることから、この現象を白華現象（エフロレッセンス、efflorescence）という 。

## コンクリートの白華
白華が生じたとしても、コンクリート構造物の強度には問題はなく、生成物も無害であるが、外見上の問題となることがある。

### 原因
- コンクリート表層部の遊離石灰などの可溶成分が浸透した水分により溶かされて表面に染み出し、蒸発して析出、さらに成分によっては空気中の二酸化炭素と反応して固まることによる。可溶成分が、コンクリート等の硬化時に内部から表面へ移動した余剰水により溶かされ析出したものは一次白華、ひび割れや表面を伝う雨水・地下水等の外部の水により溶かされてできるものは二次白華と区別される。
- 白華現象は、コンクリートが固化する際の水分量、骨材、混和剤など多様な原因が関与して発生するものと考えられている。
- 太陽光が当たり乾湿の差が大きいと考えられる南側には生じやすい、気温の高い夏季より冬季の方が進行しやすいといった特徴がある。
- つらら状に成長し、鍾乳石のようになることもあり、騒ぎになることがある。
- 酸性雨が主要因とされることもあるが、原因が多岐にわたるため、断言することは非常に難しい。

### 対策
- 白華現象は、コンクリートのごく表面で生じる現象であり、アルカリ骨材反応のように強度が損なわれる問題ではないこと、また成分は、炭酸カルシウムなどであり、環境上の問題も生じることはない。
- 一次白華の対策としては、水セメント比の適切な管理、ポゾラン材料の添加などで抑制することができる。
- 二次白華は前述のとおり、水に触れることが原因のため、防水を行うことで対策する。
- 外見上の問題として、タイルや鉄平石の目地などに生じた小規模な場合には削る、もしくは塩酸を含む酸性洗剤などで落とすことができる。外壁などの大規模箇所に対しては「スーパーエフロクリーン(ヤブ原産業)」や「レックス(ワンダーライフ)」などの洗浄剤が使用されている。
- 予め表面を炭酸化させ緻密化、物質遮断性を強化し遊離石灰の染み出しを防ぐ。CO2を含む100〜400℃ほどの微粒子水蒸気（ベーパー）で養生する、SiO2が多くCaOが少ないセメントを湿潤環境下で炭酸養生する、などの方法を用いる。[2]

### イメージギャラリー

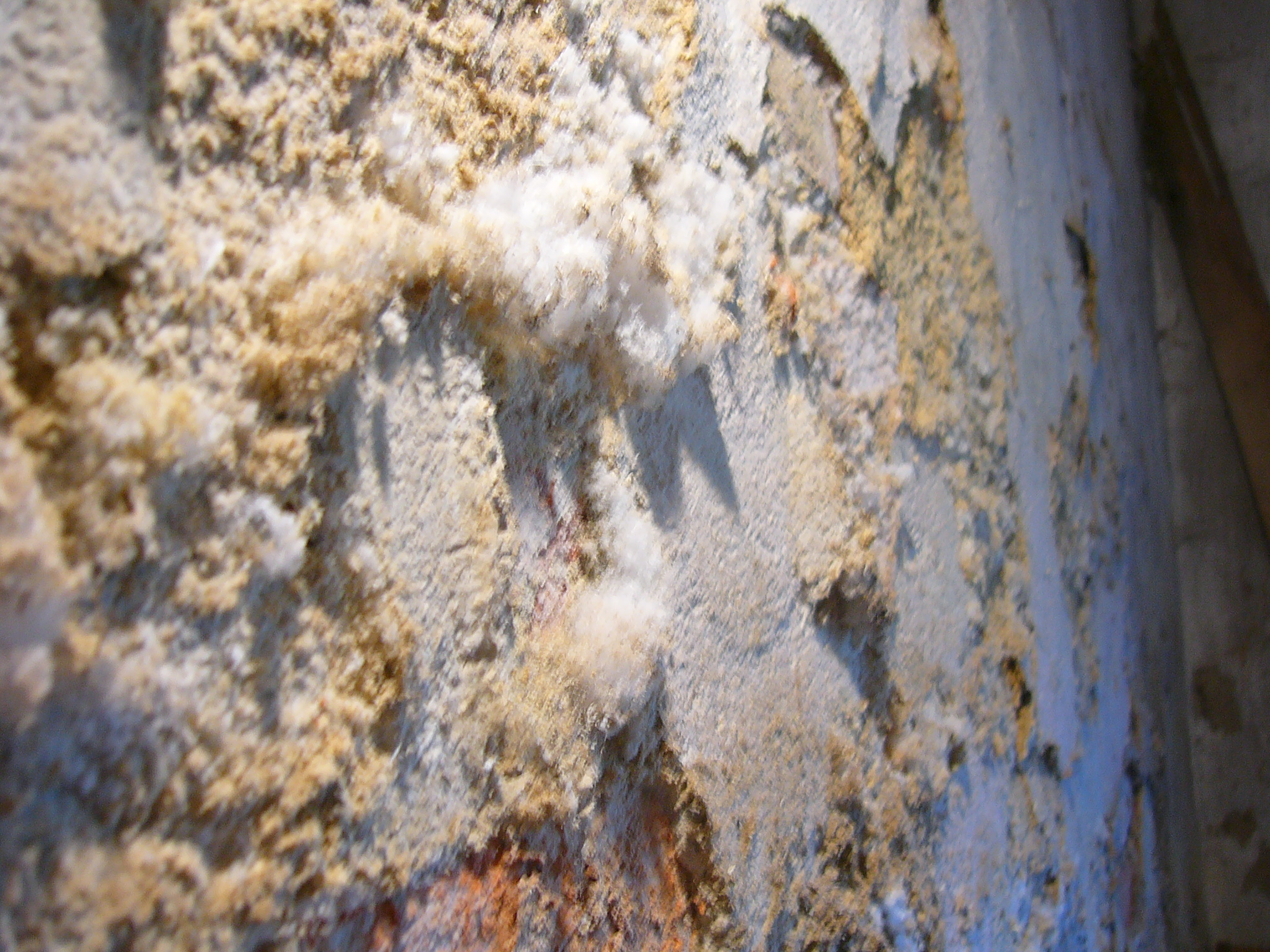
組積造の壁面に生じた白華（一次白華）
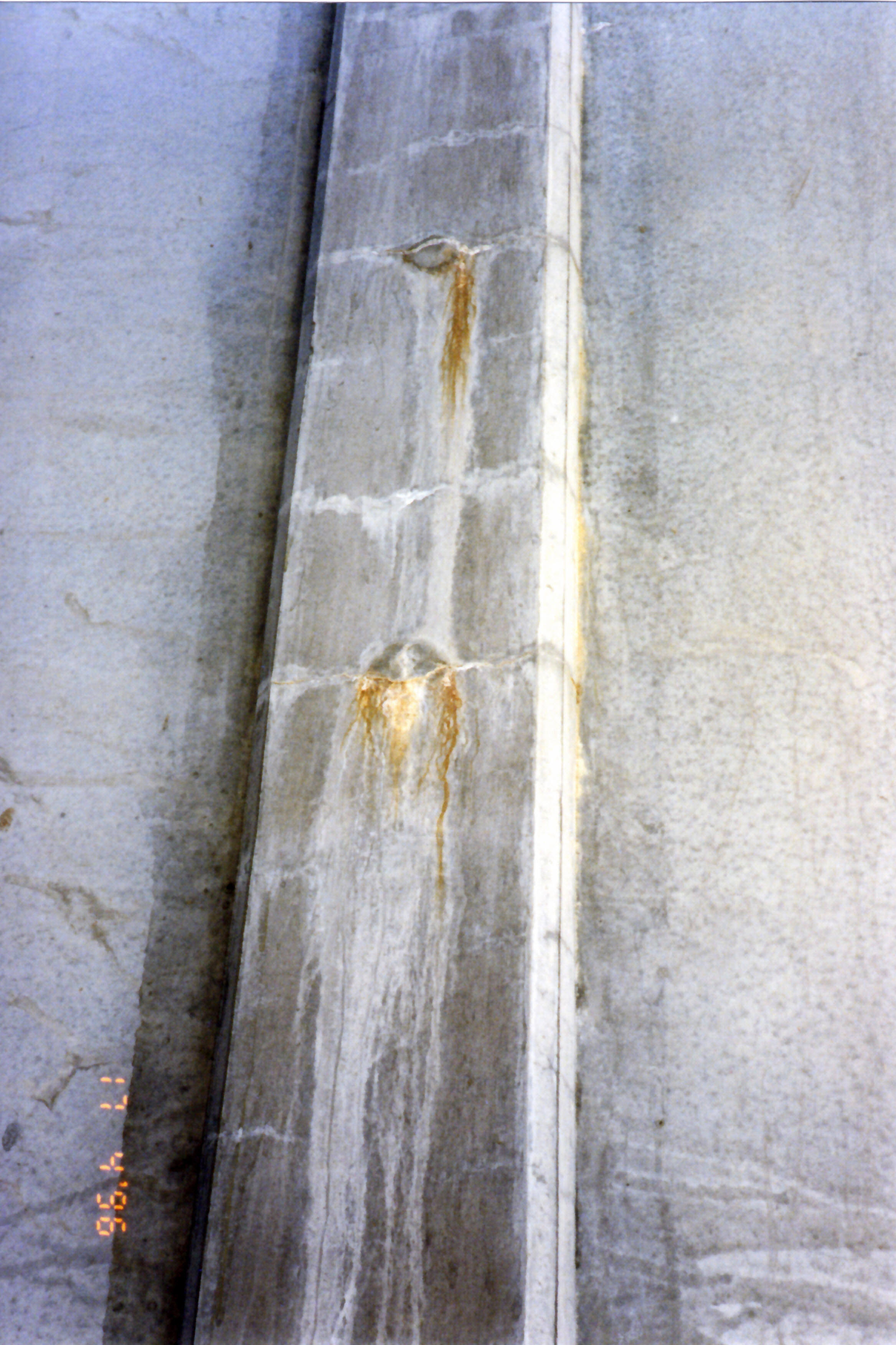
鉄筋コンクリートのクラックに生じた白華（二次白華）

## 木材の白華
木造建築物が火災に遭いにくいように木材へ注入した難燃剤や不燃剤が、表面に染み出してしまう現象を指す。雨曝しの外壁で起きると、染み出した難燃剤や不燃剤が雨で洗い流されてしまい、建物の見かけが老朽化していなくても防火性能が落ちている可能性がある。
白華を抑える塗料の開発といった対策がとられつつある。